# Calceolaria georgiana
Calceolaria georgiana är en toffelblomsväxtart som beskrevs av Federico Philippi. Calceolaria georgiana ingår i släktet toffelblommor, och familjen toffelblomsväxter. Inga underarter finns listade i Catalogue of Life.